# Михайловское (музей-заповедник)

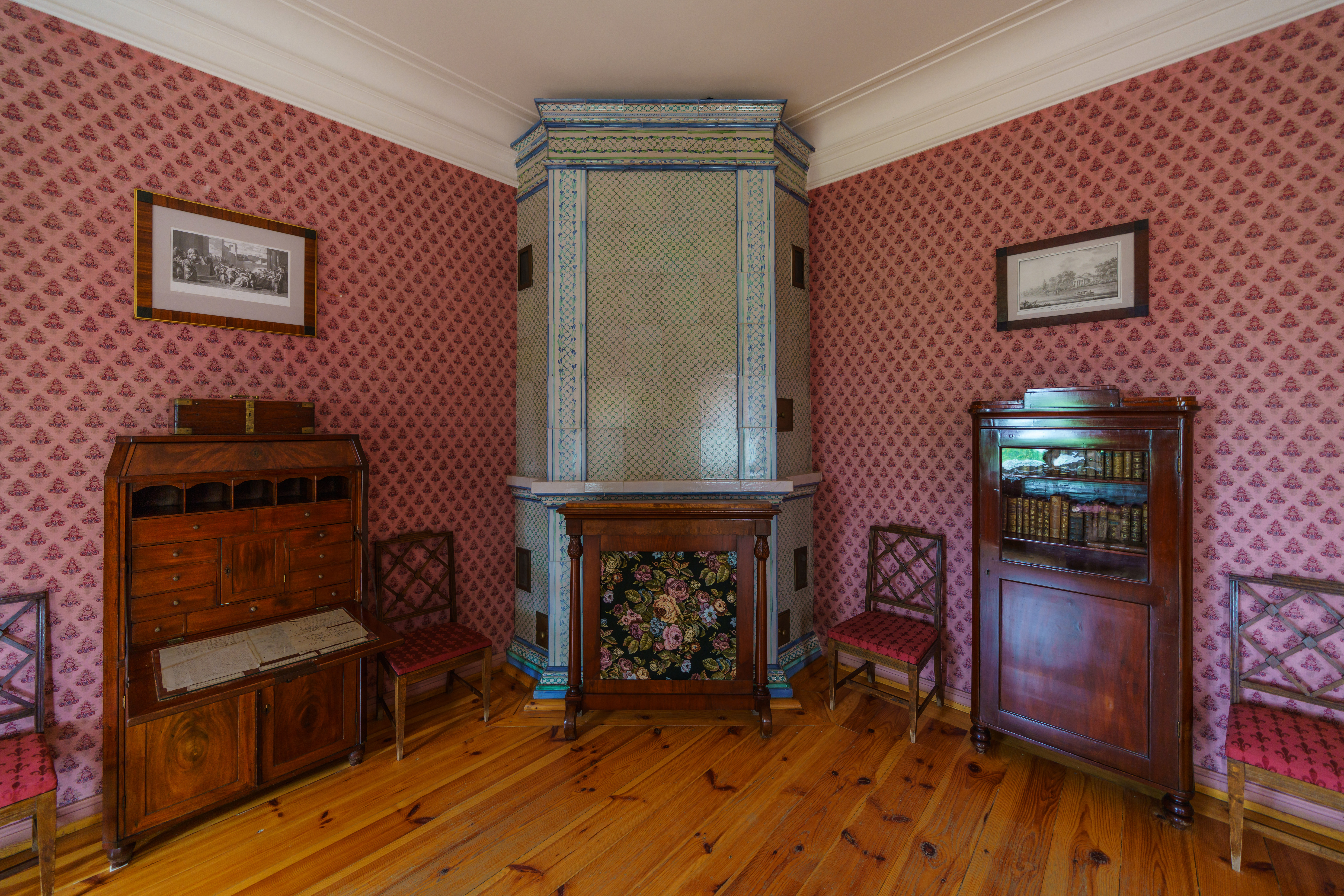
Интерьер в главном доме музея-заповедника «Михайловское». 24 июля 2018 года.

«Миха́йловское» — действующий музей-заповедник Александра Сергеевича Пушкина в Пушкиногорском районе Псковской области Российской Федерации, основанный в 1922 году. Является объектом культурного наследия федерального значения.
Полное наименование — Федеральное государственное бюджетное учреждение культуры «Государственный мемориальный историко-литературный и природно-ландшафтный музей-заповедник А. С. Пушкина „Михайловское“ (Пушкинский Заповедник)».
Общая площадь музея-заповедника — 9 713 гектаров.

## Объекты заповедника
- Могила А. С. Пушкина и некрополь Ганнибалов-Пушкиных в Святогорском Свято-Успенском монастыре
- Усадьбы «Михайловское», «Тригорское», «Петровское» и принадлежащие им мемориальные парки
- городища Велье, Воронич, Врев, Савкино (Савкина Горка)
- Озёра: Белогули, Велье, Кучане, Маленец, Чёрное
- Пойменные луга реки Сороти
- Музей «Пушкинская деревня», «Музей-мельница в деревне Бугрово» и Центр творческих музейных программ в деревне Бугрово
- Научно-культурный центр (НКЦ) Пушкинского заповедника в посёлке Пушкинские Горы
- Имения родственников, друзей и соседей поэта — Воскресенское, Голубово, Дериглазово, Лысая Гора
- Историческая часть купеческого села Велье, XIV—XX вв.

## История

### О пребывании А. С. Пушкина в Михайловском

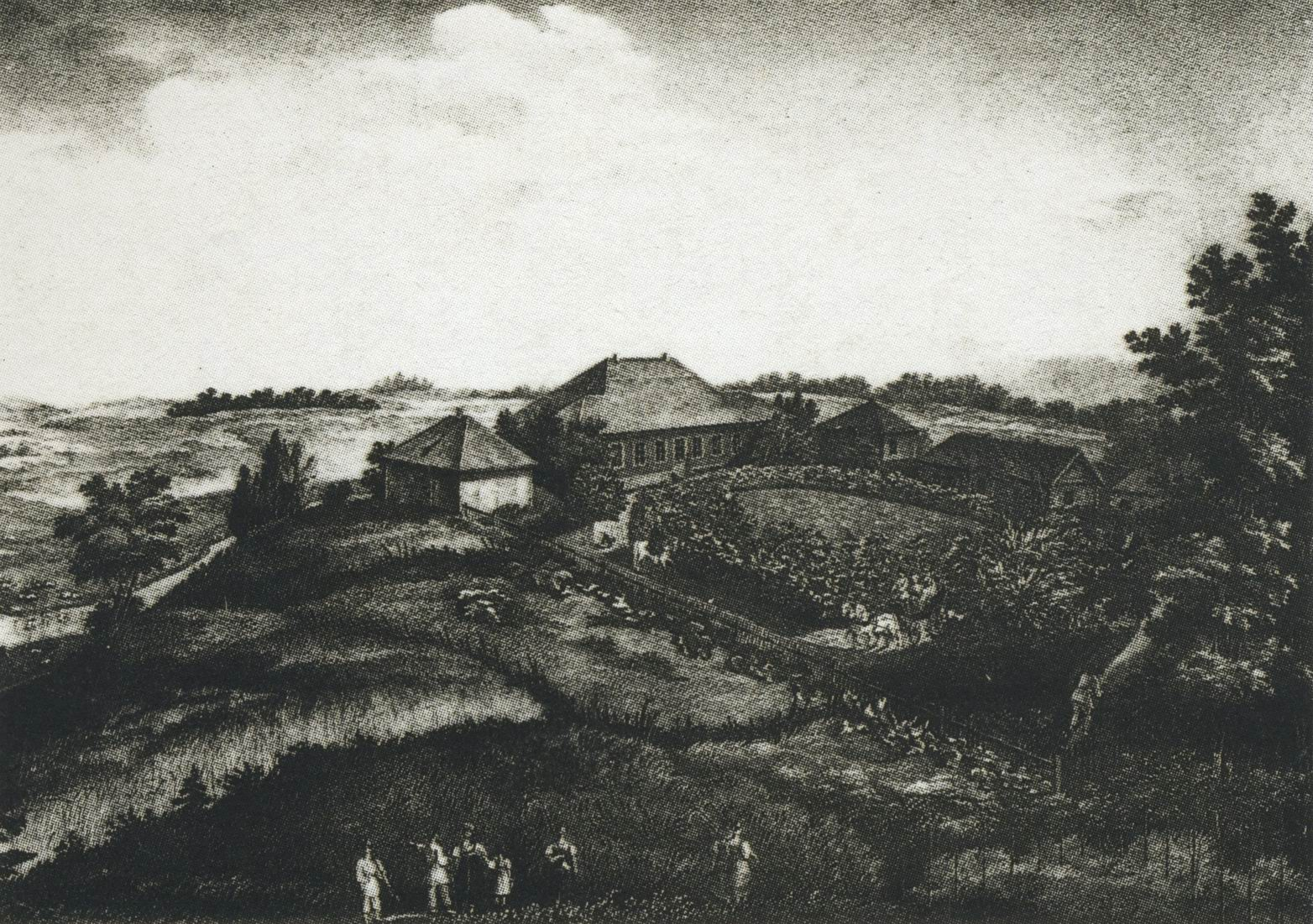
Усадьба Михайловское в 1837 году, литография П. А. Александрова по рисунку И. С. Иванова

Впервые юный поэт побывал здесь летом 1817 года и, как писал он в одной из автобиографий, был очарован «сельской жизнью, русской баней, клубникой и проч., — но все это нравилось мне недолго».
Следующий раз Пушкин посетил Михайловское в 1819 году. 
В 1824 году полицией в Москве было вскрыто письмо Пушкина из Одессы, где тот писал об увлечении «атеистическими учениями». Это послужило формальной причиной отставки поэта 8 июля того же года от службы (реальной причиной, вероятно, стало желание графа Воронцова удалить от своей жены слишком далеко зашедшего поклонника) и ссылки его в имение матери Надежды Осиповны, где Пушкин провёл два года, с августа 1824 по сентябрь 1826 г. (это самое продолжительное пребывание поэта в Михайловском).
Вскоре после приезда Пушкина в Михайловское у него произошла крупная ссора с отцом, фактически согласившимся на негласный надзор за собственным сыном. В конце осени все родные поэта уехали из Михайловского.

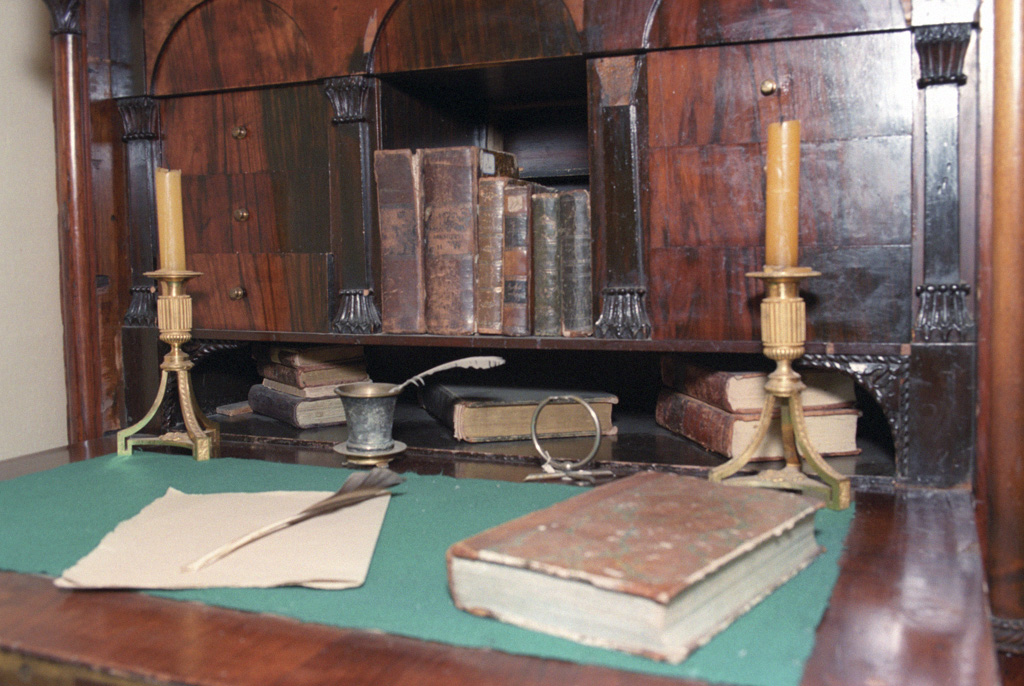
Стол, за которым работал Александр Сергеевич Пушкин. Дом-музей Ганнибалов в селе Петровском

Вопреки опасениям друзей, уединение в деревне не стало губительным для Пушкина. Несмотря на тяжёлые переживания, первая Михайловская осень была плодотворной для поэта, он много читал, размышлял, работал. Пушкин часто навещал соседку по имению П. А. Осипову в Тригорском и пользовался её библиотекой (отец Осиповой, масон, соратник Н. И. Новикова, оставил большое собрание книг). С михайловской ссылки и до конца жизни его связывали дружеские отношения с Осиповой и членами её большой семьи. В Тригорском в 1826 году Пушкин встретился с Языковым, стихи которого были ему известны с 1824 года.
В Михайловском Пушкин завершил начатые в Одессе стихотворения «Разговор книгопродавца с поэтом» (где формулирует своё профессиональное кредо), «К морю» (лирическое раздумье о судьбе человека эпохи Наполеона и Байрона, о жестокой власти исторических обстоятельств над личностью), поэму «Цыганы», продолжил писать роман в стихах. Осенью 1824 года он возобновил работу над автобиографическими записками, оставленную в самом начале в кишинёвскую пору, и обдумывал сюжет народной драмы «Борис Годунов» (окончена 7 (19) ноября 1825 года, опубликована в 1831 году), написал шуточную поэму «Граф Нулин». Всего в Михайловском поэт создал около ста произведений.
В 1825 году в Тригорском Пушкин встретил племянницу Осиповой Анну Керн, которой, как принято считать, посвятил стихотворение «Я помню чудное мгновенье…».
Через месяц после окончания ссылки, в ноябре-декабре 1826 года, поэт вернулся «вольным в покинутую тюрьму» и провёл в Михайловском около месяца. Последующие годы он периодически приезжал сюда, чтобы отдохнуть от городской жизни и писать на свободе. Так, в 1827 году Пушкин начал здесь роман «Арап Петра Великого».
В 1835 году в Михайловском Пушкин продолжил работать над «Сценами из рыцарских времён», «Египетскими ночами», создал стихотворение «Вновь я посетил».

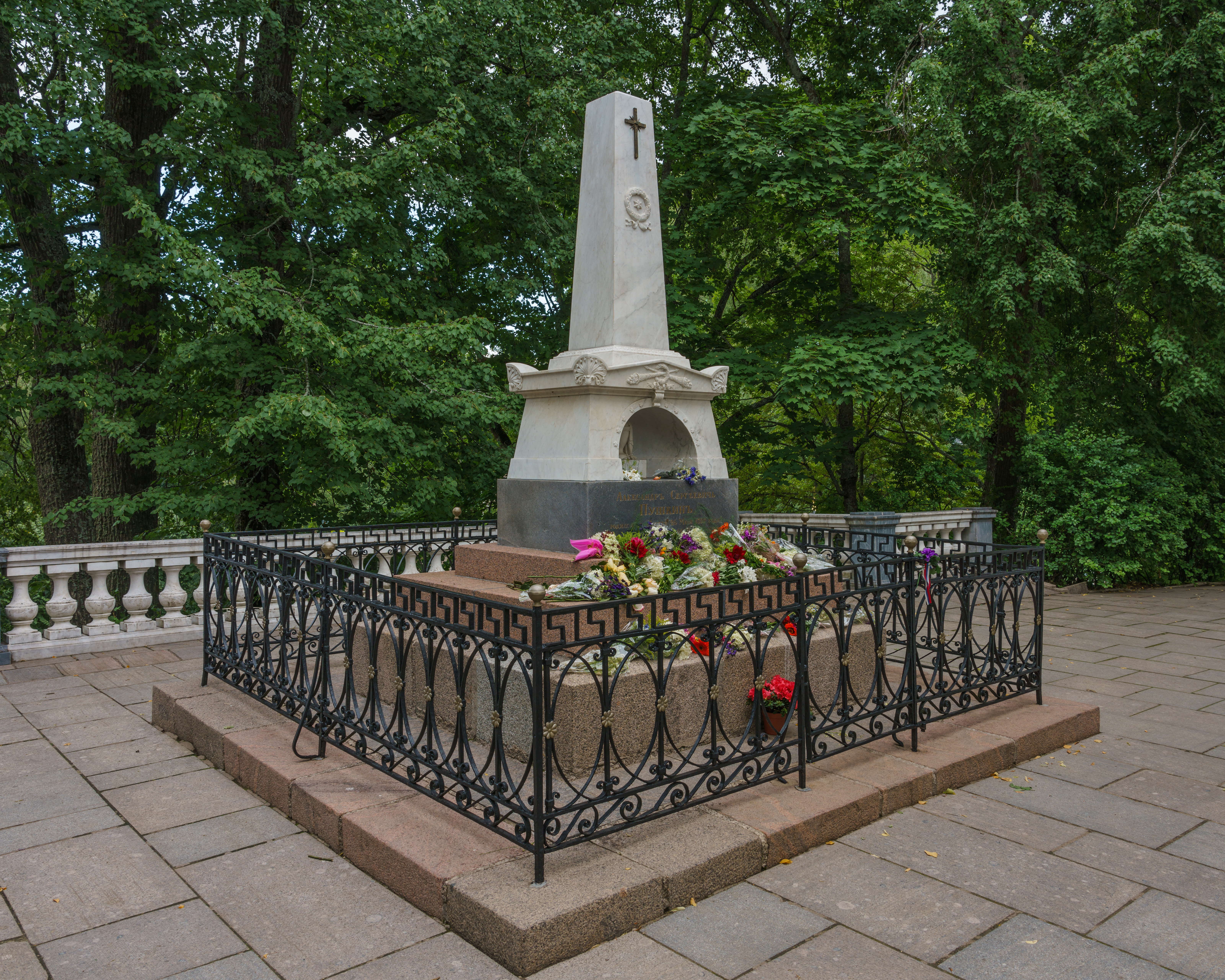
Могила А. С. Пушкина

Весной 1836 года после тяжёлой болезни умерла мать поэта, Надежда Осиповна. Пушкин тяжело переносил эту утрату. Обстоятельства сложились так, что он единственный из всей семьи сопровождал тело Надежды Осиповны к месту погребения в Святые Горы. В апреле 1836-го был последний визит А. С. Пушкина в Михайловское; с этого времени эта усадьба перешла в собственность поэта.
Утром 6 февраля 1837 года он сам был погребён в Святогорском монастыре. После смерти Пушкина усадьба в Михайловском стала принадлежать его детям.

### История музея

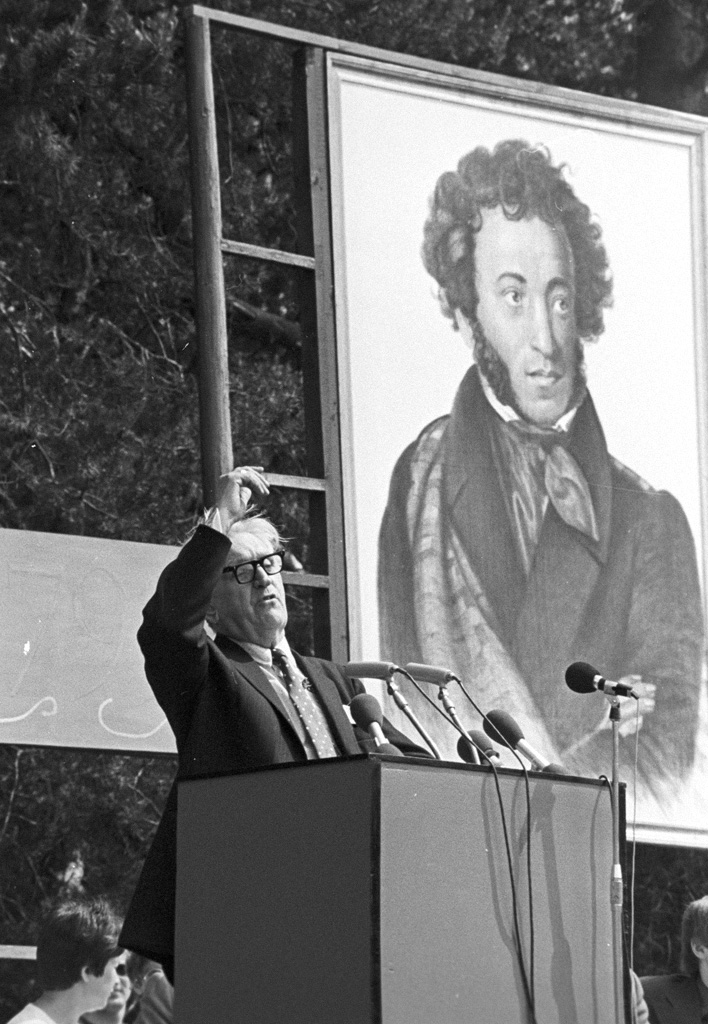
Выступление Семёна Гейченко на Всесоюзном Пушкинском празднике поэзии в селе Михайловском

В 1899 году, в столетнюю годовщину со дня рождения А. С. Пушкина, Михайловское было выкуплено у наследников поэта в государственную собственность.
В 1911 году в усадьбе были открыты колония для престарелых литераторов и музей памяти А. С. Пушкина.
В феврале 1918 года усадьбы Михайловское, Тригорское, Петровское были разграблены и сожжены.
17 марта 1922 года, на основании постановления Совета народных комиссаров, усадьбы Михайловское, Тригорское и могила А. С. Пушкина в Святогорском монастыре были объявлены заповедными.
В 1936 году в состав музея-заповедника были включены городище Воронич, Савкина Горка, усадьба Петровское и весь Святогорский монастырь. К 1937 году (столетию со дня смерти А. С. Пушкина) были восстановлены дом-музей поэта в Михайловском, а также некоторые другие постройки.
Во время Великой Отечественной войны заповедник сильно пострадал, были уничтожены здания усадеб, постройки Святогорского монастыря, повреждена могила Пушкина, сильно пострадали ансамбли усадебных парков. Территория музея-заповедника была освобождена в тяжелых боях с 11 по 12 июля 1944 года. После освобождения выяснилось, что вся она была густо заминирована (в этом месте проходил заранее подготовленный немецкими войсками рубеж обороны). К сплошному разминированию привлекались сразу 3 инженерно-сапёрные бригады и отдельный инженерный батальон собак-миноискателей. На территории музея-заповедника сапёрами было обнаружено и обезврежено свыше 14 000 мин, 36 фугасов, 3 мины-сюрприза с химическими взрывателями (из них 2 были заложены под основание памятника А. С. Пушкину), 2 107 неразорвавшихся боеприпасов. 
После войны началось восстановление объектов музея-заповедника. Большую роль в восстановлении заповедника сыграл его директор (1945—1989) С. С. Гейченко. К 1949 году восстановлены усадьба Михайловское и Святогорский монастырь, к 1962 году — усадьба друзей поэта Тригорское, к 1977 году — имение предков Пушкина Ганнибалов, Петровское.
16 марта 1972 года Государственный музей-заповедник А. С. Пушкина в селе Михайловском Псковской области награждён орденом Трудового Красного Знамени за большую работу по эстетическому воспитанию трудящихся, изучению и пропаганде творческого наследия великого русского поэта А. С. Пушкина.
В 1992 году Святогорский монастырь был передан Русской Православной церкви.
В 1995 году кроме мемориальных историко-литературных функций, заповедник стал выполнять и природно-ландшафтные.
С 1995 года указом президента России Б. Н. Ельцина музей-заповедник А. С. Пушкина «Михайловское» включён в свод особо ценных памятников культурного наследия народов Российской Федерации.
С 2013 года распоряжением Правительства Российской Федерации № 714-р от 30 апреля 2013 г. Государственный музей-заповедник А. С. Пушкина «Михайловское» получил статус «Достопримечательное место, связанное с жизнью и творчеством А. С. Пушкина в селе Михайловском и его окрестностях в Пушкиногорском районе Псковской области».

## Памятные даты и ежегодные мероприятия

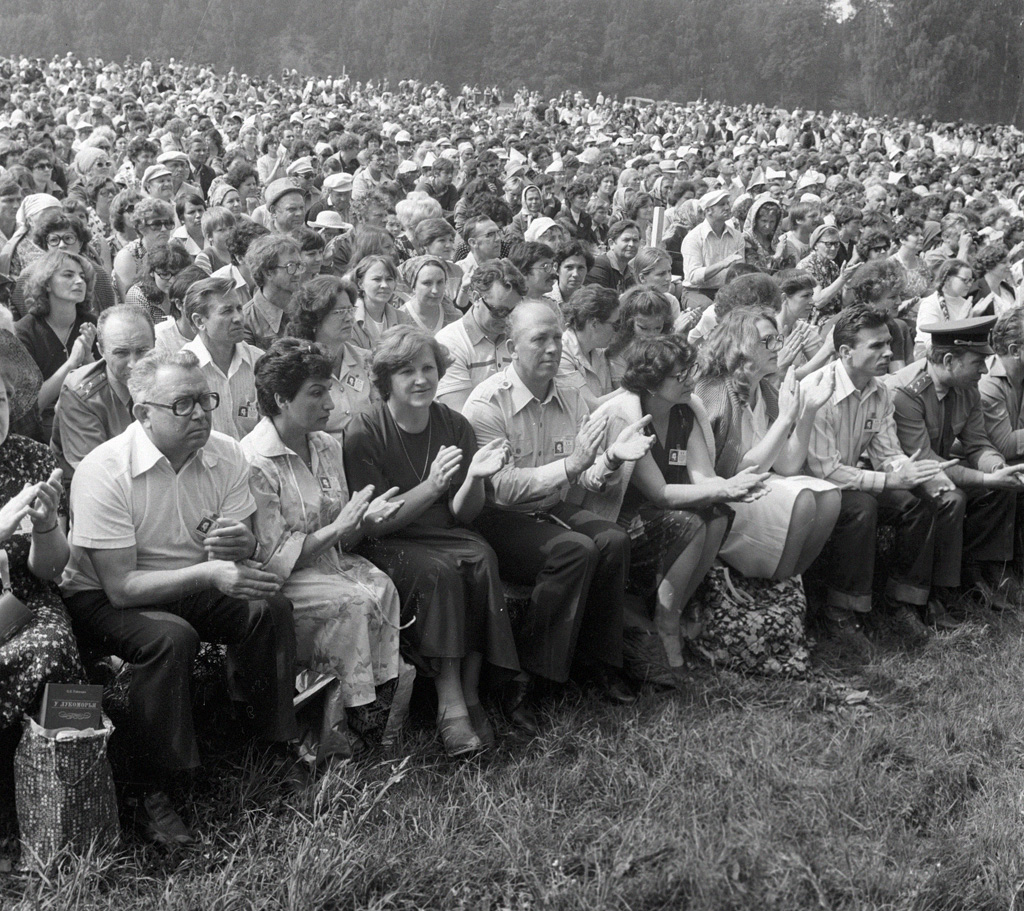
Открытие Всесоюзного Пушкинского праздника поэзии 6 июня 1983 года

- 17 марта — День основания Пушкинского Заповедника
- 18 мая — Международный День музеев
- 10 февраля — День памяти А. С. Пушкина
- 6 июня — День рождения А. С. Пушкина (празднуется в первое воскресенье июня), Пушкинский день России, День русского языка
- 21 августа — День приезда Пушкина в Михайловскую ссылку
- 2 августа — День памяти сотрудников Пушкинского Заповедника